# هاینریش اشمیت (بازیکن فوتبال)
هاینریش اشمیت (انگلیسی: Heinrich Schmidt; ۱۰ ژانویهٔ ۱۹۱۲ – ۱۶ اوت ۱۹۸۸) بازیکن فوتبال اهل آلمان بود.
از باشگاه‌هایی که در آن بازی کرده‌است می‌توان به باشگاه فوتبال زاربروکن اشاره کرد.
وی همچنین در تیم ملی فوتبال زارلند بازی کرده‌است.